# Charles Hanbury-Tracy (1er baron Sudeley)
Charles Hanbury-Tracy, 1er baron Sudeley (28 décembre 1778 - 10 février 1858), connu sous le nom de Charles Hanbury jusqu'en 1798 et Charles Hanbury Tracy de 1798 à 1838, est un homme politique britannique whig.

## Biographie
Il est le troisième fils de John Hanbury de Pontypool Park dans le Monmouthshire. La famille tire sa richesse de sa propriété de l’usine métallurgique de Pontypool. Il fait ses études à la Rugby School (1790) et est inscrit à la Christ Church d'Oxford le 1er février 1796.
Il est nommé haut shérif de Gloucestershire pour 1800-1801 et haut shérif de Montgomeryshire pour 1804-1805. Il est élu à la Chambre des communes pour Tewkesbury en 1807, comme Whig, poste qu’il occupe jusqu’en 1812, puis de 1832 à 1837.
Il est le président de la commission chargée de juger les projets de construction du nouveau Palais de Westminster en 1835. En 1838, il est élevé à la pairie sous le nom de baron Sudeley, de Toddington, dans le comté de Gloucester. Il sert ensuite en tant que Lord Lieutenant du Montgomeryshire entre 1848 et 1858.

## Famille
Il épouse sa cousine Henrietta Susanna Tracy, fille unique et héritière de Henry Leigh Tracy, 8e et dernier vicomte Tracy et de Susannah Weaver, le 29 décembre 1798. Cinq jours avant le mariage, il prend sous licence royale le nom additionnel de Tracy. Par ce mariage, l'ancien domaine de Toddington dans le Gloucestershire entre dans la famille Hanbury. Lord Sudeley fait d'abord rénover la maison d'origine, mais construit plus tard une nouvelle maison de style gothique (en) à proximité. Plus tard, toujours dans les années 1840, il est responsable de la reconstruction de Gregynog Hall (en) dans le Montgomeryshire. Lady Sudeley décède le 5 juin 1839. Lord Sudeley lui survit de 19 ans et est décédé en février 1858, à l'âge de 79 ans. Son fils Thomas Hanbury-Tracy (2e baron Sudeley) lui succède dans la baronnie et en tant que lord lieutenant du Montgomeryshire. Henry Hanbury-Tracy, leur fils cadet, est un homme politique. Ils ont aussi une fille, Henrietta Hanbury-Tracy.